# Slatinky
Slatinky jsou obec v okrese Prostějov v Olomouckém kraji. Leží devět kilometrů severně od Prostějova. Žije zde 591 obyvatel.

## Historie
První osídlení na území Slatinek je známé již z pravěku, kdy na úpatí Velkého Kosíře bylo zbudováno hradisko U Varhan. Z tohoto období pocházejí mohylníky, jenž byly vyhlášeny kulturní památkou, stejně jako mnohé další nálezy v okolí.
První písemná zmínka o Slatinkách pochází z kroniky staré více než 750 let, z roku 1247.
Obec spadá do římskokatolické farnosti Slatinice u Olomouce.

## Přírodní poměry[4]
Obcí protéká Potok Deštná.
V nejzápadnějším výběžku katastru obce se nachází vrchol Velký Kosíř. Celé jeho okolí bylo vyhlášeno přírodním parkem a na jeho území a území Slatinek se nacházejí přírodní památka Studený kout a především části Národní přírodní památky (NPP) Kosířské lomy. Část Kosířských lomů se nachází na území obce Čelechovice na Hané. Na území Slatinek můžete navštívit především oblast Vápenice, která byla od roku 1990 do roku 2017 přírodní památkou. Následně bylo ale území ochrany rozšířeno a změněno dne 5. dubna 2017 na Národní přírodní památku. Kosířské lomy jsou chráněné díky výskytu vzácných druhů rostlin koniklece velkokvětého a lněnky Dollinerovy a výskytu biotopů živočicha přástevníka kostivalového.

## Obyvatelstvo

### Struktura
Vývoj počtu obyvatel za celou obec i za jeho jednotlivé části uvádí tabulka níže, ve které se zobrazuje i příslušnost jednotlivých částí k obci či následné odtržení.
| Místní části   | Místní části  | 1869 | 1880 | 1890 | 1900 | 1910 | 1921 | 1930 | 1950 | 1961 | 1970 | 1980 | 1991 | 2001 | 2011 | 2021 |
| -------------- | ------------- | ---- | ---- | ---- | ---- | ---- | ---- | ---- | ---- | ---- | ---- | ---- | ---- | ---- | ---- | ---- |
| Počet obyvatel | část Slatinky | 536  | 577  | 580  | 595  | 630  | 602  | 633  | 582  | 610  | 552  | 432  | 416  | 428  | 555  | 577  |
| Počet domů     | část Slatinky | 90   | 98   | 104  | 108  | 115  | 118  | 136  | 150  | 156  | 157  | 127  | 154  | 156  | 195  | 203  |

## Obecní správa

### Obecní symboly
Znak byl obci udělen rozhodnutím předsedy Poslanecké sněmovny Parlamentu České republiky dne 9. prosince 1996.
Blason znaku:
V červeném štítě do středu obrácené tři stříbrné radlice (1,2) provázené třemi do středu obrácenými zlatými vinnými hrozny se zelenými úponky.

## Fotogalerie

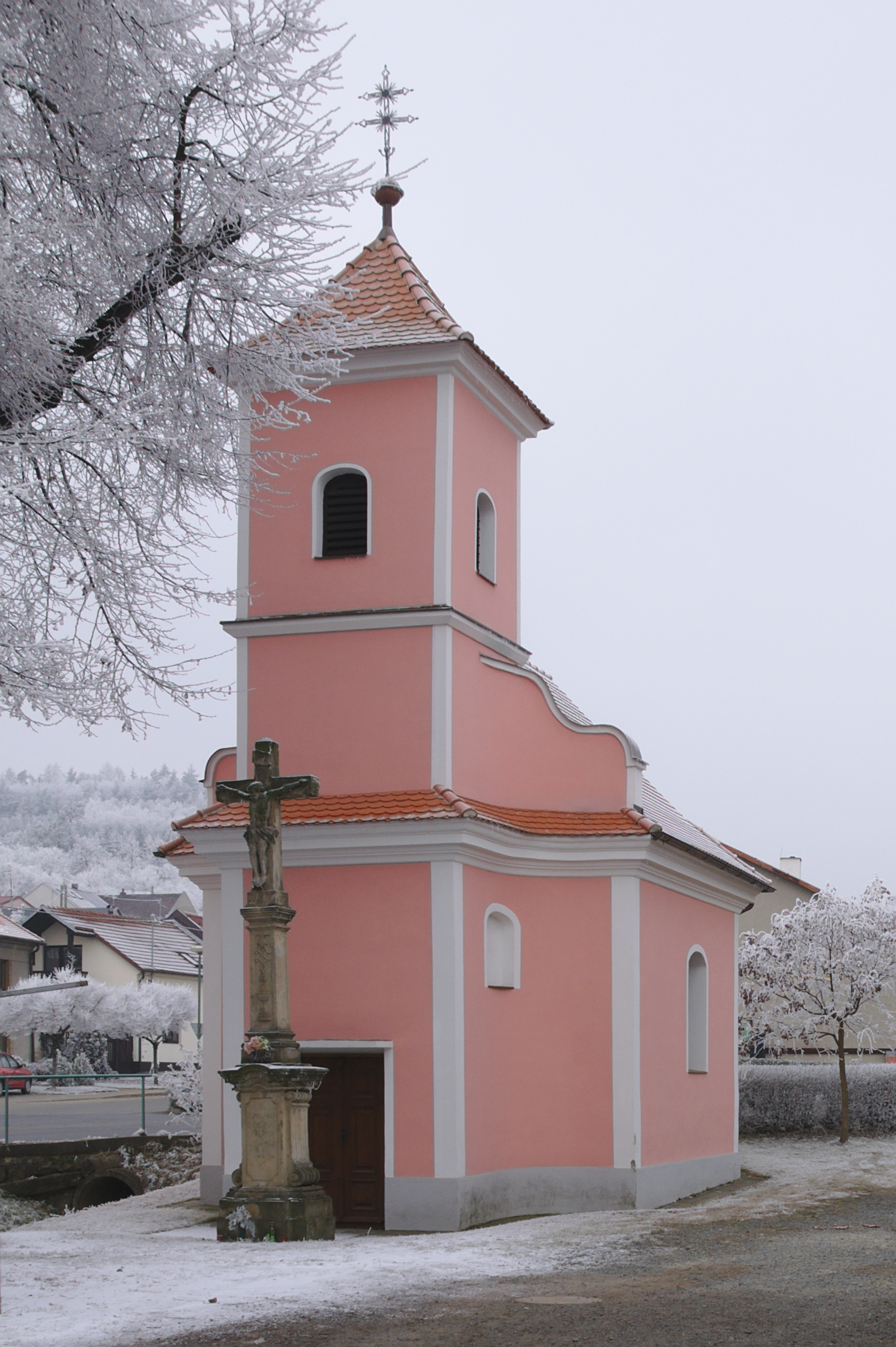
Kaple svatého Jana a Pavla
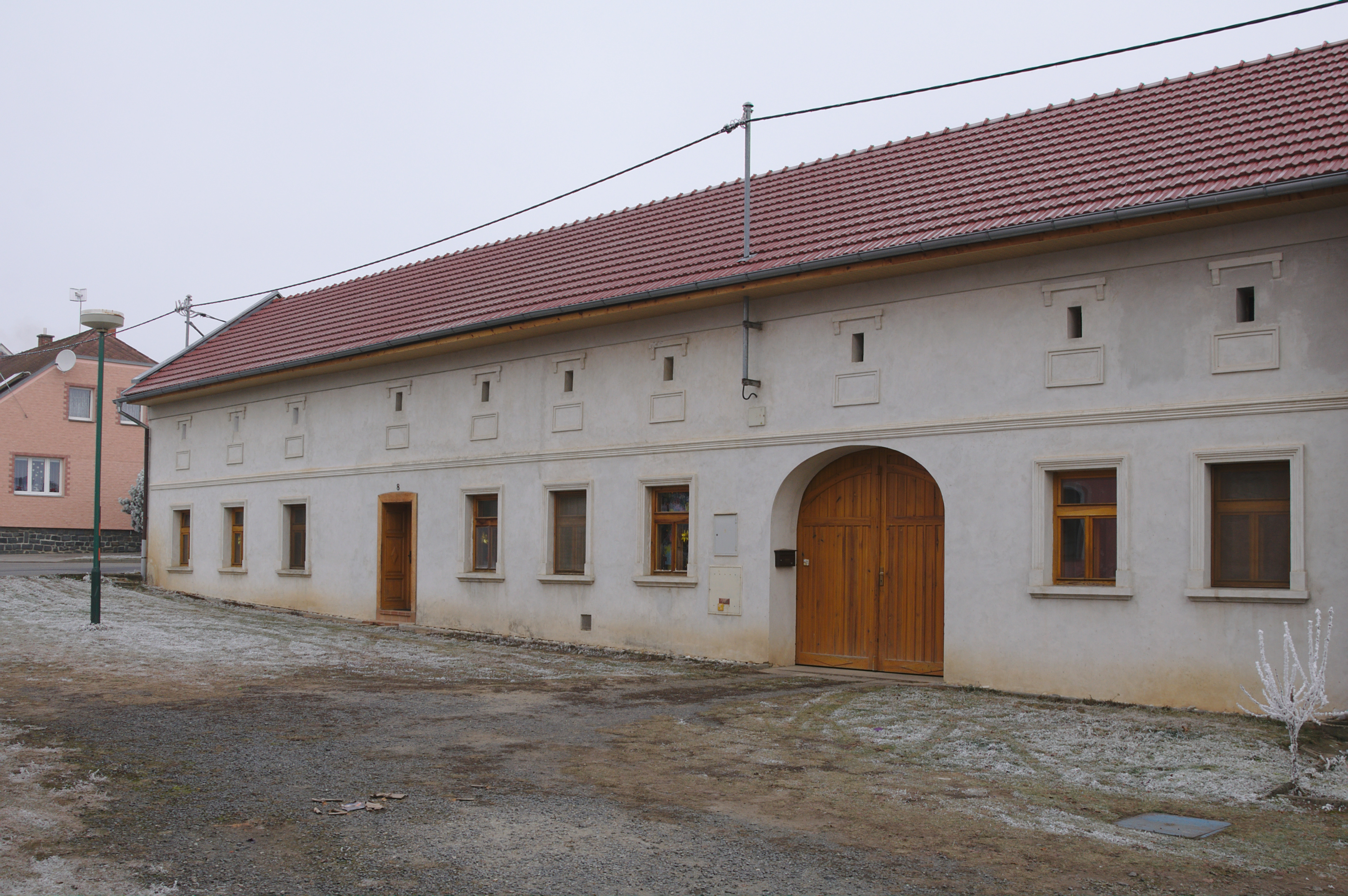
Hospodářské stavení na návsi
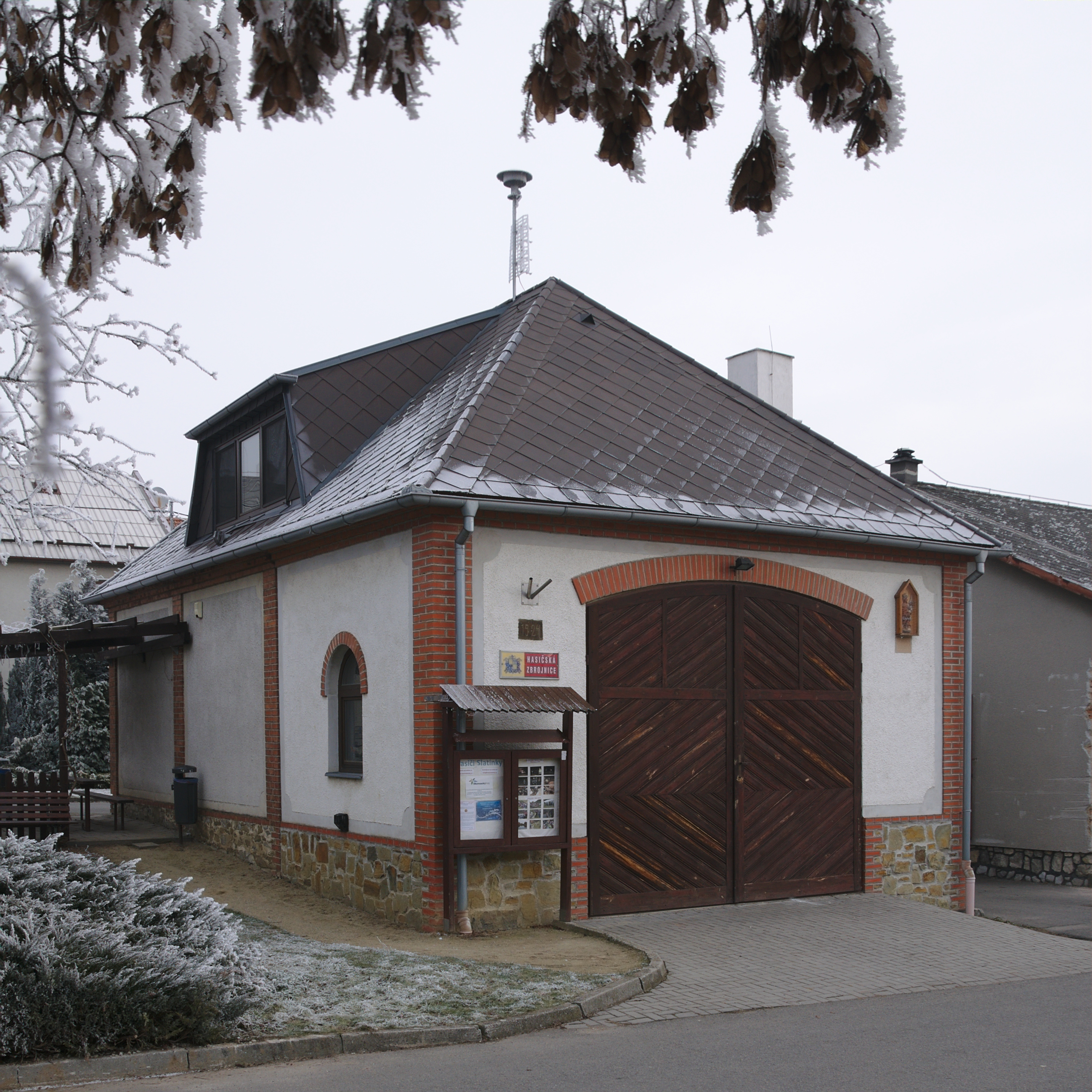
Hasičská zbrojnice
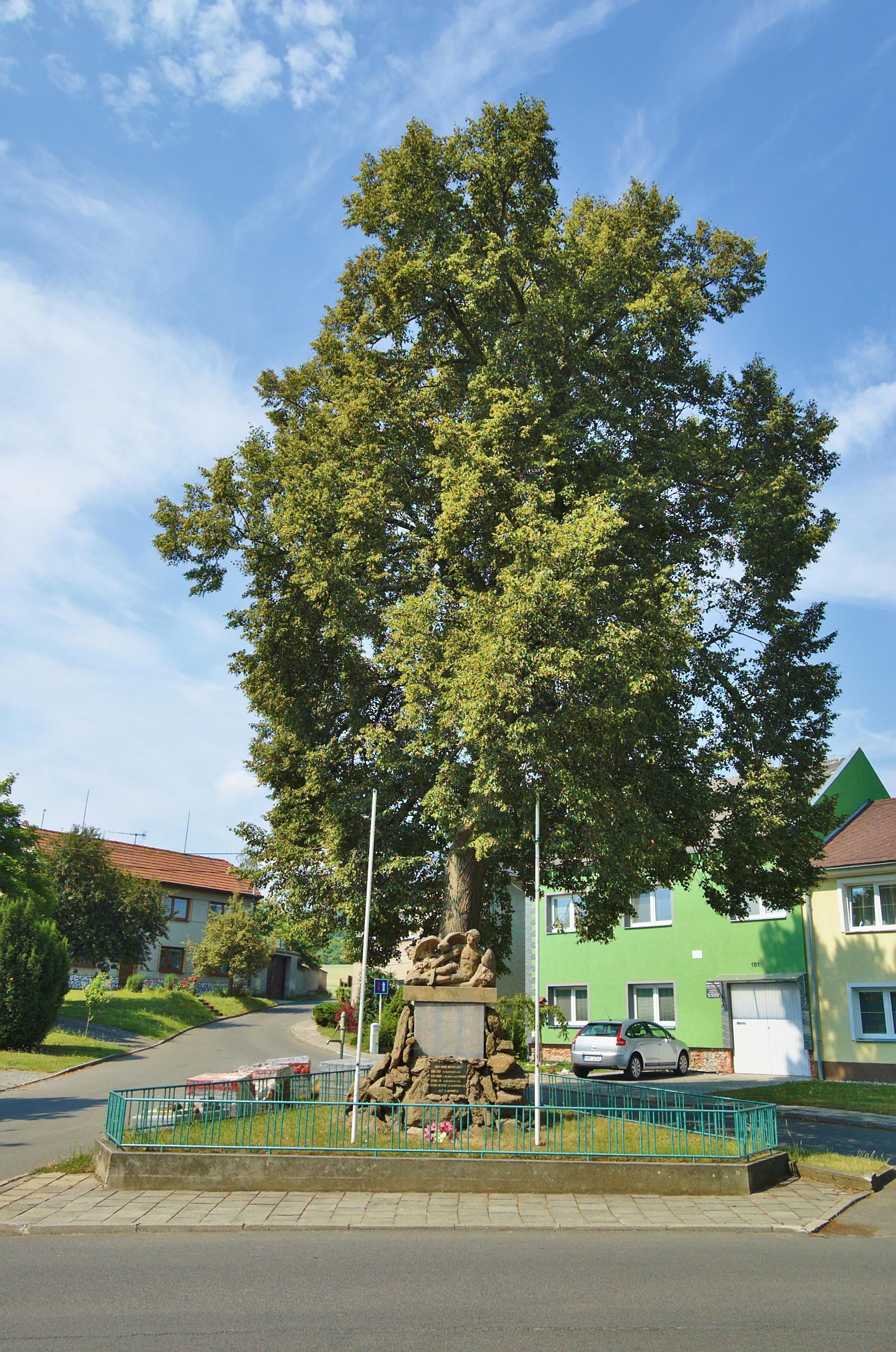
Památník obětem světových válek
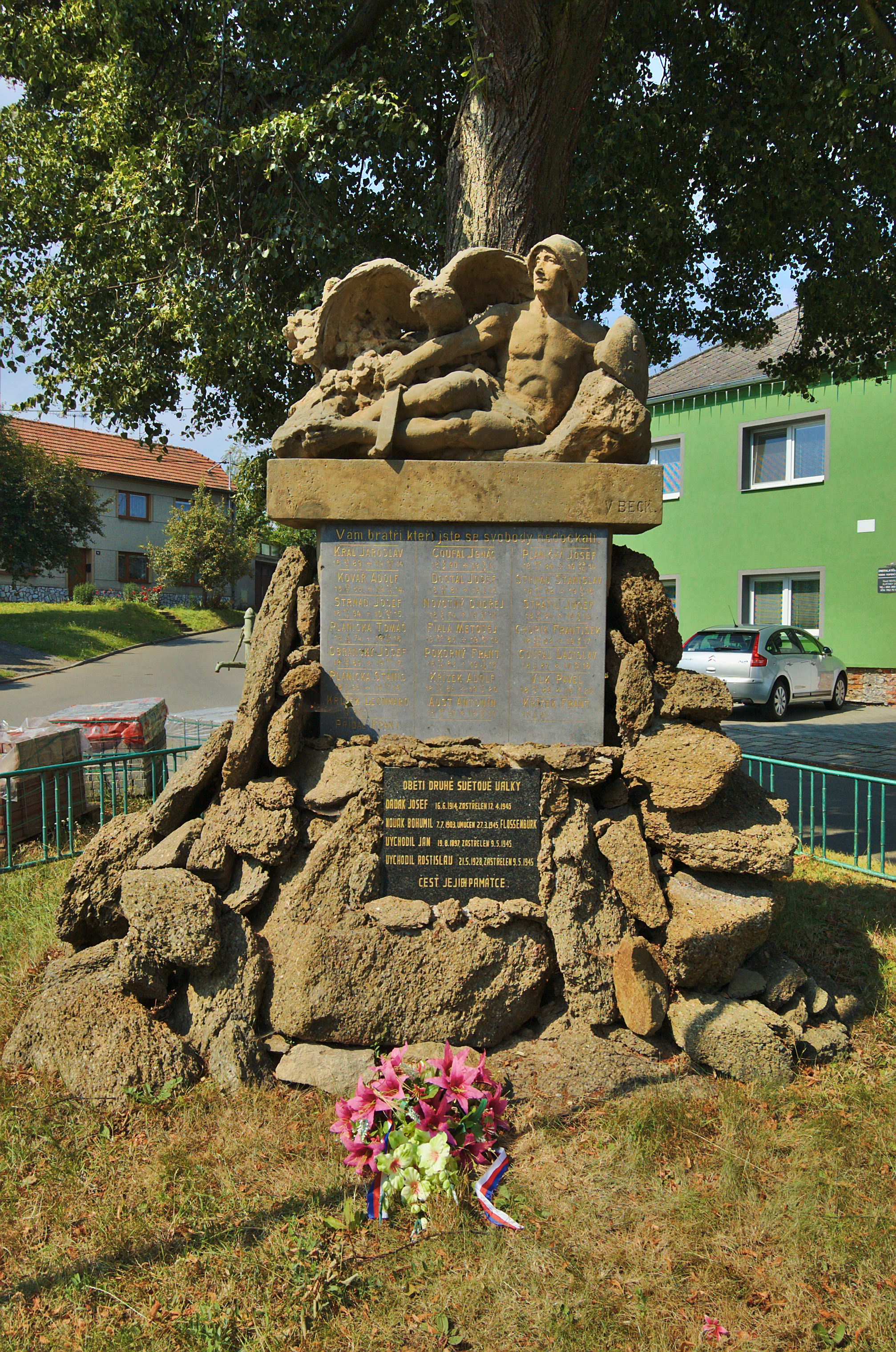
Památník obětem světových válek – detail
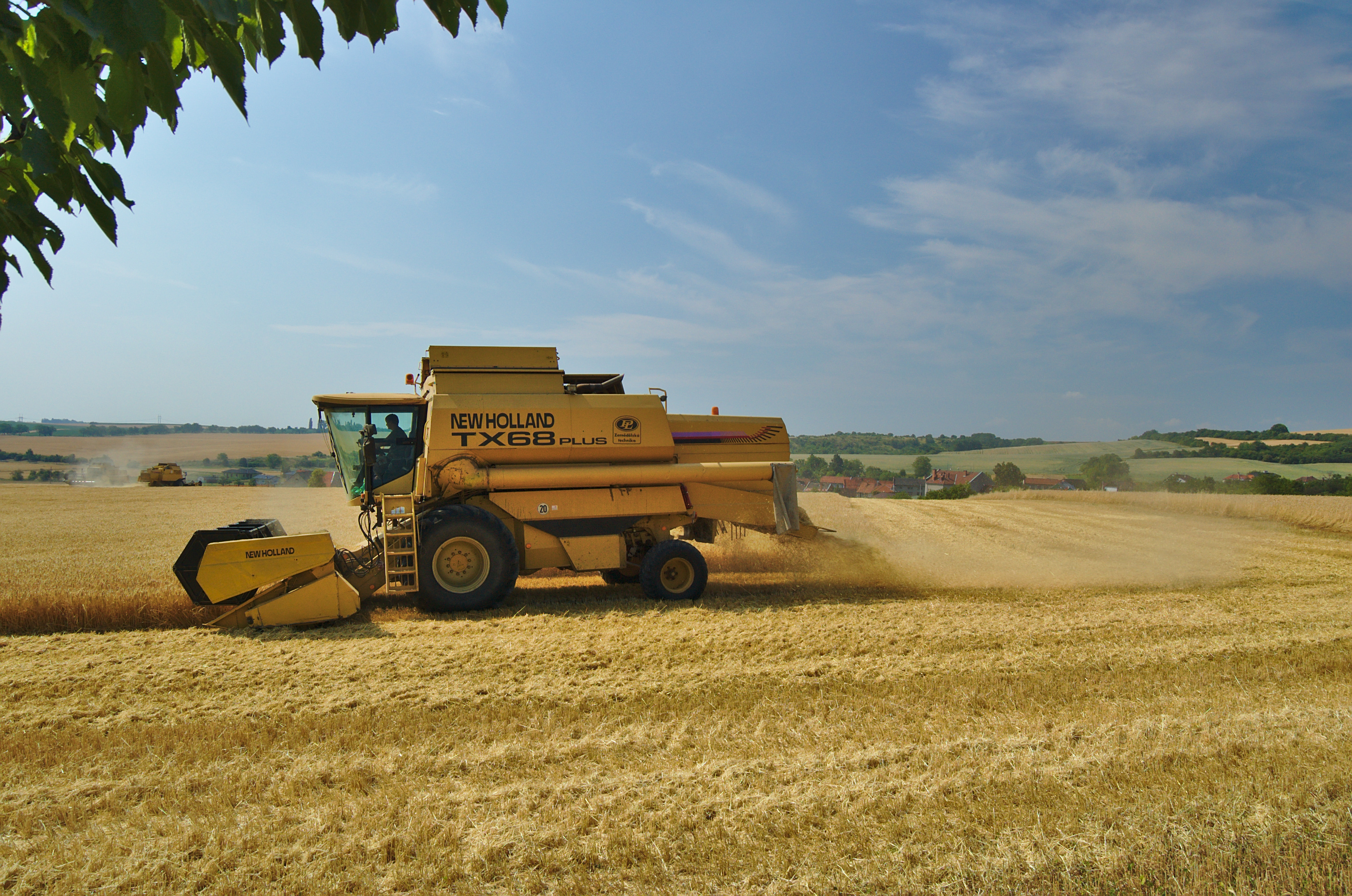
Sklizeň nad obcí
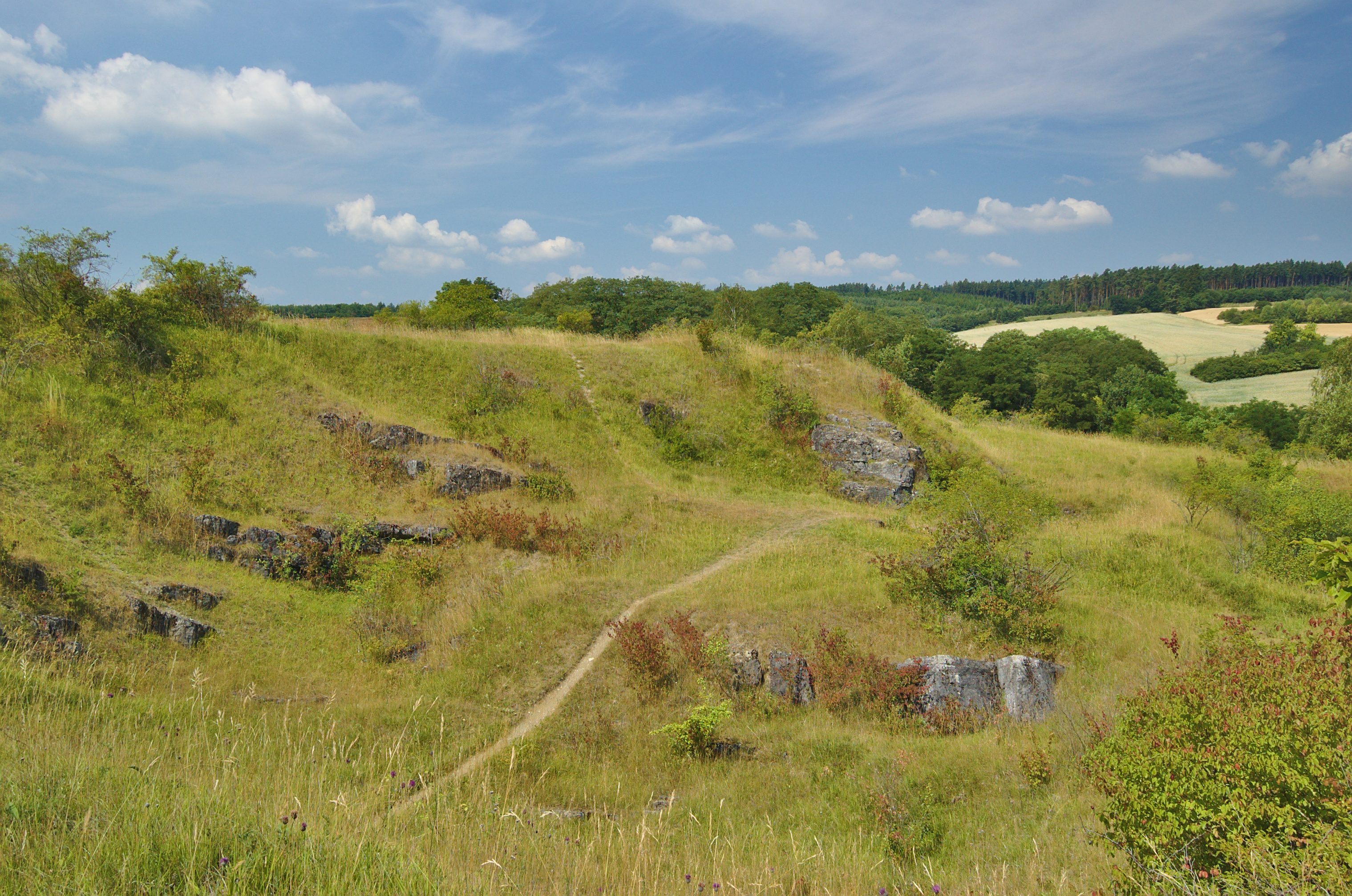
Přírodní památka Vápenice